# Mi vida sin mí
Mi vida sin mí es una película de cine hispano-canadiense dirigida por Isabel Coixet.

## Reparto
- Sarah Polley (Ann)
- Deborah Harry (madre)
- Scott Speedman (Don)
- Amanda Plummer (Laurie)
- Leonor Watling (vecina)
- María de Medeiros (peluquera)
- Mark Ruffalo (Lee)
- Alfred Molina (padre)

## Argumento
Es la vida de una joven que descubre que está enferma y hace una lista de las cosas que tiene que hacer antes de morir para no dejar solos a su esposo e hijas.

## Adaptación
Para escribir el guion, Isabel Coixet se inspiró en el relato corto "Pretending the bed is a raft" (Simulando que la cama es una balsa) (1997), último de los contenidos en un volumen con idéntico título de la escritora estadounidense Nanci Kincaid (Tallahassee, Florida, 5 de septiembre de 1950), según manifiesta la propia Coixet, adaptándolo libremente para la película.

## Banda sonora
1. "Glass" - Alfonso de Vilallonga
2. "Orientale" - Alfonso de Vilallonga
3. "More Candy" - Alfonso de Vilallonga
4. "Expresso Machine" - Alfonso de Vilallonga
5. "Father Always" - Alfonso de Vilallonga
6. "Unfinished" - Alfonso de Vilallonga
7. "Thinking About Me" - Alfonso de Vilallonga
8. "Carromato" - Alfonso de Vilallonga
9. "Siamese" - Alfonso de Vilallonga
10. "Father" - Alfonso de Vilallonga
11. "Don't Miss School" - Alfonso de Vilallonga
12. "Never Complain" - Alfonso de Vilallonga
13. "Final Kiss" - Alfonso de Vilallonga
14. "I Pray" - Alfonso de Vilallonga
15. "I Loved Dancing With You" - Alfonso de Vilallonga
16. "Humans Like You" - Chop Suey
17. "Sometime Later" - Alpha
18. "Qué Emoción" - Omara Portuondo
19. "God Only Knows" - The Langley Schools Music Project
20. "Try Your Wings" - Blossom Dearie
21. "Senza Fine" - Gino Paoli

## Palmarés cinematográfico
XVIII edición de los Premios Goya
| Categoría              | Candidato                     | Resultado |
| ---------------------- | ----------------------------- | --------- |
| Mejor película         | Mejor película                | Nominada  |
| Mejor dirección        | Isabel Coixet                 | Nominada  |
| Mejor actriz principal | Sarah Polley                  | Nominada  |
| Mejor guion adaptado   | Isabel Coixet                 | Ganadora  |
| Mejor canción original | «Humans Like You» - Chop Suey | Ganadora  |

Premios Sant Jordi
| Categoría               | Candidato      | Resultado |
| ----------------------- | -------------- | --------- |
| Mejor película española | Mi vida sin mí | Ganadora  |

Medallas del Círculo de Escritores Cinematográficos de 2003
| Categoría               | Candidato             | Resultado |
| ----------------------- | --------------------- | --------- |
| Mejor película          | Mejor película        | Nominada  |
| Mejor director          | Isabel Coixet         | Nominada  |
| Mejor guion adaptado    | Isabel Coixet         | Ganadora  |
| Mejor actriz secundaria | Leonor Watling        | Ganadora  |
| Mejor fotografía        | Jean-Claude Larrieu   | Nominado  |
| Mejor música            | Alfonso de Vilallonga | Nominado  |

- Premio Nacional de Cine y Audiovisual de Cataluña.